# Everardo Elizondo
Everardo Elizondo Almaguer (Linares, Nuevo León, 1943) es un economista mexicano que se desempeñó como subgobernador del Banco de México (1998-2008) y como analista en el sector privado, público y académico.

## Biografía
Nació en la ciudad de Linares, Nuevo León. Obtuvo la licenciatura en economía con mención honorífica en la Universidad Autónoma de Nuevo León, cursó la maestría y el doctorado en economía en la Universidad de Wisconsin Universidad de Wisconsin-Madison de los Estados Unidos, y obtuvo un diplomado en tributación en la Universidad de Harvard.Recibió el doctorado honoris causa por parte de la misma Universidad Autónoma de Nuevo León el 10 de septiembre de 2021. 
Inició su carrera profesional en el Departamento de Estudios Económicos de la Compañía General de Aceptaciones, la cual devino en el Grupo Serfín (hoy Banco Santander). Luego ocupó la Dirección de Estudios Económicos del Grupo Industrial Alfa (hoy Grupo Alfa) durante ocho años. Posteriormente fundó la consultoría Index, Economía Aplicada, S.A., la cual dirigió durante nueve años. Colaboró brevemente como coordinador general de Consultores del Estado de Nuevo León en la administración del gobernador Sócrates Rizzo y en 1992 se incorporó al Grupo Financiero Bancomer (hoy BBVA) como director de Investigaciones Económicas.
En 1998 el presidente Ernesto Zedillo lo invitó a formar parte de la Junta de Gobierno del Banco de México como subgobernador, en sustitución de Francisco Gil Díaz. En 2000 fue ratificado para un segundo periodo en el cargo por el Senado de la República a propuesta del presidente Vicente Fox Quesada, el cual concluyó el 31 de diciembre de 2008.
Everardo Elizondo fue fundador y director de la Escuela de Graduados de la Facultad de Economía de la Universidad Autónoma de Nuevo León, precursora de la actual División de Estudios de Posgrado. Ha sido profesor de distintas materias en la misma Facultad, y en la Escuela de Economía y en la Escuela de Graduados del Instituto Tecnológico y de Estudios Superiores de Monterrey (ITESM).  De 1982 a 1983 fue investigador visitante en el Instituto de Estudios Latinoamericanos de la Universidad de Texas (Austin).
Durante más de 40 años ha sido articulista regular en temas económicos y financieros del periódico El Norte, y desde su creación (1993) también lo ha sido del diario Reforma. Asimismo es colaborador eventual del periódico El Economista, así como de libros y revistas especializadas.  Ha sido miembro del consejo de administración de diversas instituciones, entre las que destacan la Universidad Mexicana del Noreste, Grupo Senda, Farmacias Benavides y el Grupo Financiero Banorte.
Desde enero de 2009 Everardo Elizondo es profesor del ITESM en la ciudad de Monterrey. El 1 de enero de 2010 se incorporó al Grupo Financiero Banorte como consejero independiente.